# IBM 그래닛
IBM 그래닛(IBM Granite)은 IBM이 만든 디코더 전용 AI 파운데이션 모델 시리즈이다. 2023년 9월 7일 발표되었으며, 4일 후에 초안 논문이 발표되었다. 처음에는 IBM의 클라우드 기반 데이터 및 생성형 인공지능 플랫폼 Watsonx에서 다른 모델들과 함께 사용하기 위한 목적이었으나, IBM은 일부 코드 모델의 소스 코드를 공개했다. 그래닛 모델은 인터넷, 학술 출판물, 코드 데이터셋, 법률 문서 및 금융 문서에서 큐레이션된 데이터셋으로 훈련된다.

## 파운데이션 모델
파운데이션 모델은 광범위한 데이터로 대규모로 훈련되어 다양한 하위 작업에 적용할 수 있는 AI 모델이다.
그래닛의 첫 번째 파운데이션 모델은 Granite.13b.instruct와 Granite.13b.chat이었다. 이름에 있는 "13b"는 당시 대부분의 대규모 모델보다 적은 130억 개의 매개변수에서 유래했다. 이후 모델은 30억에서 340억 개의 매개변수로 다양하게 출시되었다.
2024년 5월 6일, IBM은 그래닛 코드 모델의 네 가지 변형 소스 코드를 소프트웨어의 완전한 자유로운 사용, 수정 및 공유를 허용하는 오픈 소스 퍼미시브 라이선스인 아파치 2로 공개하고, 이를 허깅 페이스에 올려 대중이 사용할 수 있도록 했다. IBM의 자체 보고서에 따르면, 그래닛 8b는 유사한 매개변수 범위 내에서 여러 코딩 관련 작업에서 라마 3보다 뛰어난 성능을 보인다.

## 같이 보기
- 미스트랄 AI, 오픈 소스 모델을 제공하는 회사
- GPT
- LLaMA
- Cyc
- 제미나이